# Гамбаров, Александр Григорьевич
Алекса́ндр Григо́рьевич Гамба́ров (Гамбарян; 1895, Поти, Кутаисская губерния, Российская империя — 1 октября 1937, СССР) — советский государственный и партийный деятель, дипломат.

## Биография
Родился в армянской семье. В 1908 году окончил Кутаисскую классическую гимназию, в 1912 юридический факультет Московского университета.
Первые аресты в Москве — в 1909 и 1910 годах. В годы Первой мировой войны — на персидском фронте, председатель Тавризского исполкома солдатских и казачьих депутатов (до 1918), тогда же избран членом Кавказского крайкома РСДРП(б).
В августе 1917 года предан корпусному суду 7-го корпуса за «разложение фронта». Бежал; до 1920 года на подпольной работе в Грузии; был арестован за организацию вооружённого восстания.
В 1920 году, после освобождения из тюрьмы, командирован на Северный Кавказ: председатель Пятигорского окружкома РКП(б), затем член ЦК компартии Грузии, председатель СНК Аджаристана (1922), член РВС Батумского укрепрайона.
В ноябре 1922 года командирован в Москву и назначен ответственным инструктором ЦК РКП(б).
С 1924 года на дипломатической работе (поверенный в делах СССР в Латвии (1925), Эстонии (1926), советник полпредства СССР в Персии).
В 1928—1930 годах — заведующий сектором культуры МК ВКП(б), одновременно учился на историческом отделении ИКП (1928—1931).
С октября 1931 года — ректор МИВ им. Нариманова и заведующий сектором страноведения.
Арестован 17 июня 1937. 1 октября 1937 Военной коллегией Верховного суда СССР приговорен к смертной казни (по ст. 58-10 УК РСФСР) и в тот же день расстрелян. Реабилитирован в 1955 году.